# ポルボロン

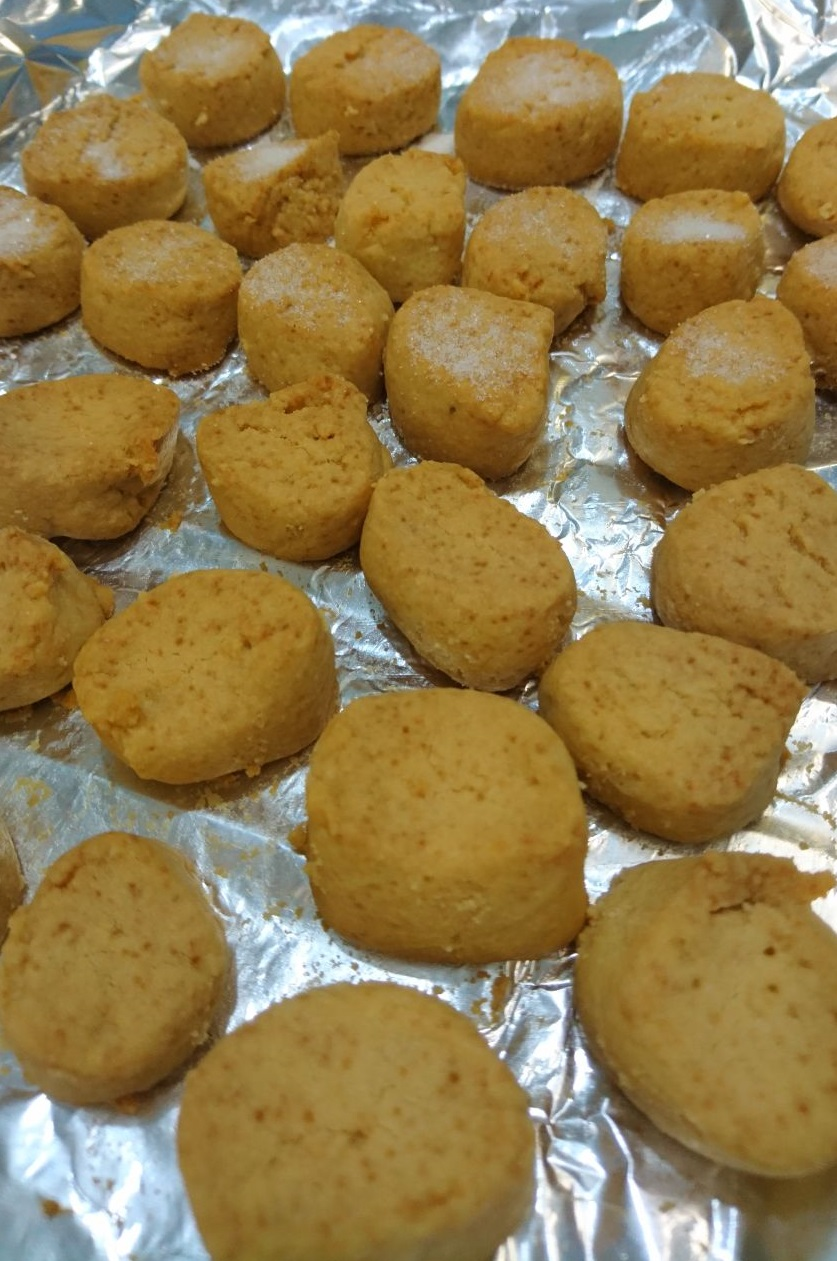
自家製のポルボロン

ポルボロン（スペイン語: polvorón）とは、スペイン・アンダルシア地方の伝統的な菓子である。複数形はポルボロネス（スペイン語: polvorónes）。市販のものは箱詰めで複数個が入っているため、複数形の名称で販売される。

## 概要
「ポルボ」は「粉」の意であり、「ロン」は崩れるの意である。その名の通りに非常に崩れやすいのが特徴である。
クリスマスや結婚式での定番メニューの1つであるが、年間を通して食されている。結婚式で食されているのは、「ポルボロンを1個口に入れ、崩れないようにポルボロンの名を3回唱えると幸福になれる」という伝説があるためでもある。

## 歴史
元々は中東の菓子であり、800年頃にアンダルシアに伝わったとされる。

## 特徴

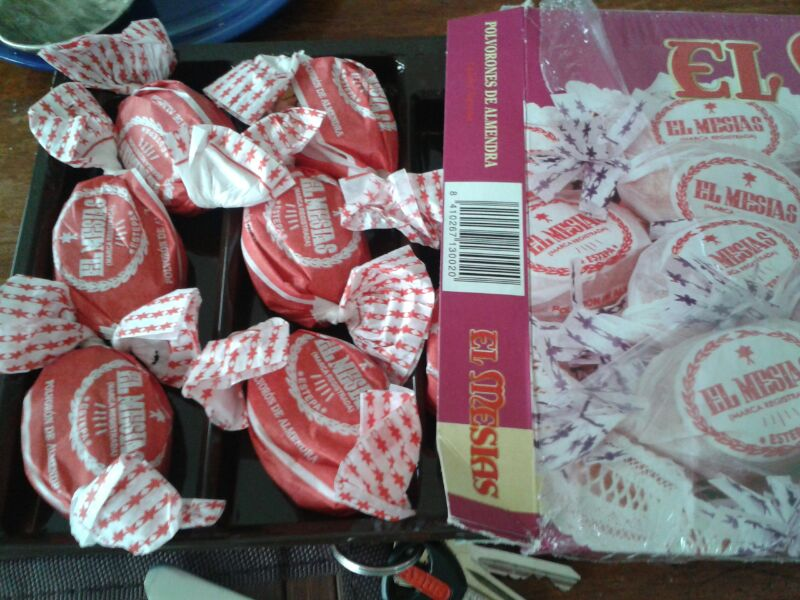
キャンディーのように紙で包まれている。

上述のように非常に崩れやすいため、市販品は、紙でキャンディー状に両端を捻じって個包されている。
製法の特徴としては、仕込みの前に小麦粉を色づく程度に焼くことで、これによってグルテンの形成が抑えられ、口の中で崩れる独特の食感が生まれる。また、従来はラードを用いていたが、バターが使われるようになってきている。また、何も入れないプレーンなポルボロンの他に、シナモンやレモンで香り付けしたポルボロンや、ゴマやアーモンドを入れたポルボロンも増えてきている。

## 作り方の例
以下に作り方の例を挙げる。
1. 小麦粉（薄力粉）を天板に広げ、オーブンで色づく程度に焼いて、冷ます。
2. 粉糖を振るいにかけ、上記の小麦粉と混ぜたのち、更にラード（またはバター）とショートニングを混ぜ合わせる。
3. 鶏卵を加えて練る。
4. 1センチメートルほどの厚さに、作った生地を伸ばす。
5. 生地を片抜きし、天板に並べて粉糖を振り、オーブンで焼く。